# Akatsuki (Naruto)
 (décembre 2024).
 (janvier 2024).
Améliorez-le ou discutez des points à vérifier. 
Pour les articles homonymes, voir Akatsuki.
Akatsuki (暁, litt. « Aube ») est une organisation criminelle dans le manga Naruto. Ce groupe était composé à son apparition dans le manga de neuf ninjas déserteurs, provenant de différents pays disséminés dans le monde ninja. Il a été fondé par Yahiko selon ses dires, cependant, d'après Itachi, le véritable fondateur d'Akatsuki est Obito Uchiwa (qu’Itachi suppose alors être Madara Uchiwa). Ce dernier confirme avoir été l’instigateur de la création d’Akatsuki, du temps où celle-ci était composée des compagnons de Nagato, Yahiko et Konan au Village de la Pluie.

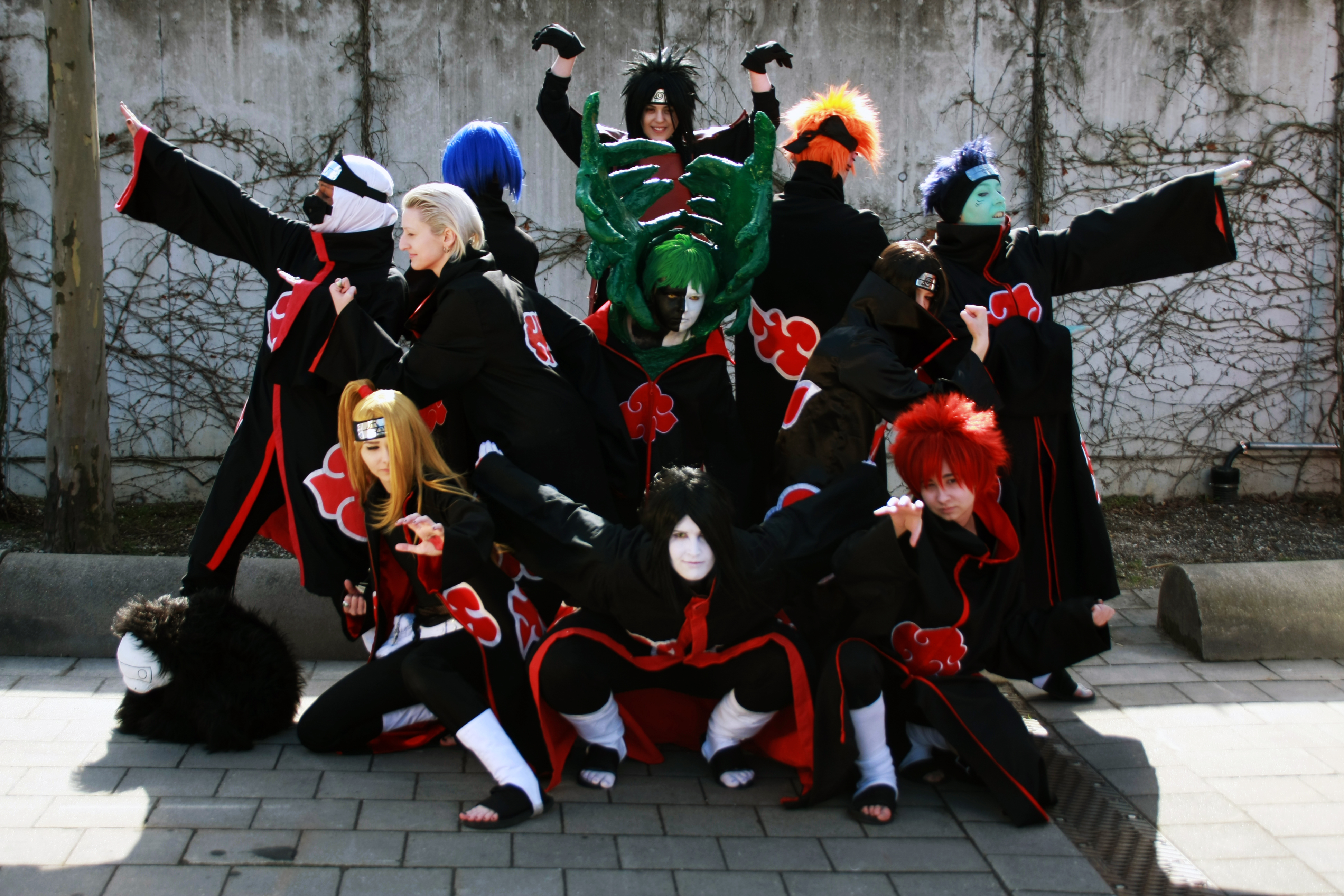
Manteaux portés par les ninjas membres d’Akatsuki.

Facilement reconnaissables, les membres d’Akatsuki se déplacent en binôme et portent un long manteau noir orné de nuages rouges cerclés de blanc. Ces nuages sont un symbole « des guerres qui ont fait pleuvoir rouge sur le village de la Pluie », Ame, dont Pain est le leader jusqu’à sa mort. Hormis l'équipe Taka qui rejoint Akatsuki au cours de la 2e partie, ils possèdent aussi une bague portant chacune un kanji différent et portée chacune à un doigt différent, ainsi que des ongles colorés de différentes couleurs selon les membres.
Cette organisation est considérée par les autres ninjas comme étant l'organisation criminelle la plus dangereuse et la plus redoutée du monde du fait que tous ses membres sont des criminels recherchés de rang S, le plus élevé.
Par ailleurs, comme l'explique le tsuchikage lors du « Conseil des cinq kage », plusieurs villages ninjas, s'affaiblissant, ont eu recours à Akatsuki pour diverses tâches de haut niveau. Ils étaient alors célèbres pour leurs très bons résultats pour des prix bon marché. Une idée largement répandue était qu’Akatsuki était née et basée au Pays de l’Eau, sans doute du fait de l’influence de Tobi sur le 4e Mizukage.

## Composition du groupe
Le groupe est au début du manga composé de neuf membres : quatre binômes et Zetsu. Les binômes sont chargés de retrouver les démons à queues pour créer une arme très puissante avec leur chakra. Zetsu, quant à lui, a la charge d’espionner et de faire disparaître les cadavres des sous-fifres utilisés par les membres d’Akatsuki décédés (en les dévorant).

### Membres à la fondation d’Akatsuki
Au moment de la fondation de l'association, le groupe est composé d'environ une vingtaine de ninjas dont ceux connus à ce jour sont :
- Yahiko ;
- Nagato;
- Konan ;
- Kyûsuke ;
- Daibutsu ;
- Kie ;

### Les binômes au début de l'histoire
Au moment de la découverte de l'existence de l'association, elle est composée de neuf ninjas, vus par ordre d'apparition :
- Itachi Uchiwa et Kisame Hoshigaki
- Zetsu Noir : être créé par Kaguya Otsutsuki Zetsu Blanc : clone de cellules d'Hashirama Senjû
- Deidara et Sasori
- Hidan et Kakuzu
- Pain (sous l'apparence de Yahiko et de 5 autres cadavres contrôlés par Nagato) et Konan

Orochimaru a également fait partie de l'association. Plus tard, Obito Uchiwa et L'équipe Taka menée par Sasuke Uchiwa avec Jûgo et Karin la rejoindront.
À ses origines, avant le début de l’histoire, Akatsuki était composée d’un groupe de ninjas du village de la Pluie, menés par Yahiko, et dont le but était de sortir le pays de la guerre et de la misère. Les seuls survivants du groupe originel sont Nagato et Konan.

### Les binômes définitifs
Les différents binômes listés ci-dessous ont été vus au cours du manga, par ordre d'apparition :
- Itachi - Kisame
- Zetsu (seul, mais est composé de deux personnes dans un seul corps ; une moitié blanche et une moitié noire, dissociables) ;
- Sasori - Deidara
- Deidara - Tobi (après la mort de Sasori et l'arrivée de Tobi dans l'organisation)
- Kakuzu - Hidan
- Pain - Konan.

Il semble que dans chaque binôme existe un rapport hiérarchique (Itachi est en quelque sorte le chef de Kisame, Sasori celui de Deidara, puis Deidara celui de Tobi, nouvellement rentré, Kakuzu celui de Hidan, Pain celui de Konan). Ce rapport semble être ordonné en fonction de l'ancienneté.
Les rapports entre les membres des différents binômes divergent également. Par exemple, une bonne entente règne entre Itachi et Kisame, alors que Sasori et Deidara se querellent souvent sur leurs visions différentes de l'art. Kakuzu et Hidan, même s'ils semblent parfois s'apprécier, se disputent sans cesse. Les rapports entre Tobi et Deidara sont moins conflictuels que ceux que ce dernier partageait avec son ancien partenaire, Tobi faisant preuve de beaucoup de respect envers son senpai, bien que ce dernier semble agacé par les clowneries de son camarade. Le rapport le plus harmonieux qui soit, semble être celui de Pain et Konan, cette dernière étant une amie de Nagato, celui qui contrôle Pain, elle s'inquiète beaucoup pour l'état de son partenaire et les deux se connaissant depuis bien plus longtemps que les autres binômes. De plus, Pain Tendô, le corps de Pain avec lequel Konan fait la plupart du temps équipe, est le cadavre de Yahiko, leur ancien coéquipier.

## Histoire
Sur les membres actifs au début de la seconde partie du manga, cinq sont définitivement morts au combat : Deidara (par Sasuke), Sasori (par sa grand mère et Sakura), Kakuzu(par Naruto), Kisame, et Itachi(par Sasuke). Hidan, quant à lui, n'est pas mort, grâce à l'immortalité que lui procure sa religion, mais est neutralisé, puisque disloqué et enterré vivant (par Shikamaru). Pain s'est sacrifié, transmettant ses espoirs à Naruto, tandis que Konan est retournée à Ame pour le remplacer en tant que leader, quittant ainsi Akatsuki, avant de se faire tuer par Tobi dans ce même village. Peu avant la 4e grande guerre ninja, l'organisation secrète ne compte donc plus que deux membres : Zetsu et Obito Uchiwa, cerveau et leader secret de l'organisation, auxquels s’ajoutent des alliés de circonstance, comme l’équipe Taka, ou Kabuto. À la suite de la défection d'Obito et de la mort de Zetsu, l'organisation disparaît de facto.

### Événements chronologiques
- Nagato, Yahiko et Konan, trois orphelins du Pays de la Pluie formés par Jiraya décident d‘agir pour ramener la paix dans leur pays en parcourant celui-ci pour protéger les villages souffrant des guerres entre les grands pays environnants.
- Tobi et Zetsu, ayant appris que Madara Uchiwa avait légué ses yeux possédant le Rinnegan à Nagato, tentent d‘approcher, Nagato, Yahiko et Konan pour mettre en place le plan de l'« Œil de la Lune », mais ils sont rejetés.
- Nagato, Yahiko et Konan sont rejoints par plusieurs compagnons du Pays de la Pluie glanés au cours de leurs pérégrinations ; le groupe grandit et leur action s‘étend ; fondation d’Akatsuki (nom et symbole du nuage rouge)[4].
- Sacrifice de Yahiko à la suite d'un piège combiné de Hanzô et Danzô ; les compagnons d’Ame du trio disparaissent dans des circonstances inconnues dans le manga (un arc hors-série de l’anime dévoile cependant qu’ils sont tués par Tobi et Zetsu en tentant de rejoindre Nagato et Yahiko).
- Toujours accompagné de Konan, Nagato renie ses idéaux face à la douleur de la perte de ses compagnons ; il crée Pain, rejoint Tobi et ils changent les objectifs d’Akatsuki ; Tobi reste en retrait, laissant à Pain les rênes de l’organisation, tout en la dirigeant en sous-main.
- Kakuzu entre dans l'organisation à un moment inconnu. Il possèdera plusieurs partenaires qu'il éliminera tous dans des accès de colère.
- Sasori entre dans l'association à la suite de sa désertion de Suna survenue une vingtaine d'années avant le début de la seconde partie[6].
- Orochimaru entre dans l'association à la suite de sa désertion de Konoha lors de la découverte de ses expériences interdites, une dizaine d'années avant le début du manga[7].
- Juzo Biwa entre dans l'organisation.
- Itachi entre dans l’association à la suite de sa désertion de Konoha et du massacre du clan Uchiwa, quelques années avant le début du manga ; il continue de travailler en secret pour Konoha, en jouant un rôle d‘agent double pour surveiller Akatsuki et veiller à la protection de Sasuke.
- Orochimaru quitte l'association à la suite d'une confrontation avec Itachi sept ans avant la fin de la 1re partie[8],[9].
- Kisame Hoshigaki entre dans l'organisation après avoir fui Kiri, recherché pour l’assassinat d’un daimyo et des actions non autorisées contre les autres pays[10].
- Deidara est recruté à la suite de la défection d’Orochimaru pour le remplacer en tant que binôme de Sasori[11]. * Hidan est l’avant-dernier à rejoindre l‘association avant l’entrée officielle de Tobi[12], à la suite de la démilitarisation du village de Yu.
- Infiltration de Kisame et Itachi à Konoha à la suite de l'invasion de Konoha orchestré par les ninjas de Suna et d'Oto.
- Gobi est le premier démon à queue à être capturé par Akatsuki.
- Kakuzu et Hidan capturent Nanabi.
- Deidara et Sasori s'introduisent à Suna et permettent ainsi à l'organisation de sceller Ichibi.
- Mort de Sasori au début de la seconde partie, à la suite de son combat contre Sakura et Chiyo.
- Entrée officielle de Tobi en remplacement de Sasori.
- Hidant et Kakuzu ramènent Nibi, scellé à son tour.
- Mort de Kakuzu[13],[14] et neutralisation de Hidan[15],[16] durant la seconde partie à la suite d'une confrontation contre divers ninjas de Konoha.
- Tobi et Deidara mettent la main sur Sanbi.
- Peu après, Kisame et Itachi capturent Yonbi.
- Suicide de Deidara à la suite de son combat contre Sasuke[17].
- Mort programmée d’Itachi à la suite de son combat contre Sasuke[18],[19].
- Récupération de l’équipe Hebi par Tobi (renommée Taka pour l’occasion)[20].
- Capture de Rokubi par Pain.
- Mort par épuisement de Pain repenti, et défection de Konan, à la suite de l'assaut contre Konoha[21].
- Défection de l'équipe Taka à la suite de l'échec de la prise de Killer Bee, hôte de Hachibi.
- Nouvelle récupération de Taka par Tobi.
- Infiltration de Taka au conseil des cinq Kage.
- Tobi déclare la 4e grande guerre ninja[22] face au Conseil des cinq Kage.
- Infiltration de Kisame à Kumo, après avoir fait croire à sa mort à l'issue de son combat contre Killer Bee assisté du 4e Raikage[23].
- Invocation de Sasori, Deidara, Kakuzu, Itachi et Nagato grâce à la technique de la « Réincarnation des âmes » par Kabuto qui se joint aux forces d’Akatsuki dans l’espoir de mettre la main sur Sasuke[24],[25].
- Suicide de Kisame après sa capture par des ninjas de Konoha et Kumo[26].
- Tobi tue Konan et récupère le Rinnegan sur la dépouille de Nagato[27].
- Sasori, Deidara[28], Kakuzu[29] et Nagato[30] sont scellés lors des combats de la 4e grande guerre ninja.
- Itachi se libère de l’emprise de son invocateur et part à sa recherche pour le vaincre[31].
- Tobi invoque six démons à queues et leurs hôtes réincarnés pour affronter Naruto et Killer Bee.
- Madara Uchiwa est ressuscité, l'identité de Tobi est alors remise en cause ; avec l'aide de Kakashi, Naruto parvient à détruire le masque de Tobi, révélant son identité, Obito Uchiwa.
- Itachi piège Kabuto avec la technique « Izanami » et le force à libérer toutes les invocations réincarnées, libérant notamment les âmes des anciens d’Akatsuki ; pour se libérer d’Izanami, Kabuto entame son processus de rédemption et rejoint plus tard l’Alliance ninja dans sa lutte contre Madara.
- Madara parvient à se maintenir, et après avoir vaincu les cinq kage, se joint à Obito ; ils invoquent Jûbi et combattent l’Alliance ninja lors de la bataille finale de la 4e grande guerre ninja.
- Obito entame son processus de rédemption et rejoint l’Alliance ninja dans sa lutte contre Madara ; fin d‘Akatsuki.
- Shin Uchiwa tente de reformer Akatsuki, tentative déjouée par Naruto, Sasuke, Sakura et Sarada.

## Les symboles des bagues
Outre leur costume, les membres ont du vernis à ongle aux doigts, et portent des bagues bien distinctes et uniques, seuls ornements qui prouvent l'appartenance pleine et entière à l'organisation (ainsi, l'équipe Taka, dont les membres portaient les fameux manteaux à motifs en signe d'allégeance, ne possèdent pas de bagues, puisque n'appartenant pas à l'organisation).
- 零, Rei, le Zéro, pouce droit de Pain (corps de Tendô).
- 青, Sei, l'Azur, index droit de Deidara.
- 白, Haku, le Blanc, majeur droit de Konan.
- 朱, Shu, le Pourpre, annulaire droit d'Itachi.
- 亥, Kai, le Sanglier, auriculaire droit de Zetsu.
- 空, Ku, le Ciel, auriculaire gauche d'Orochimaru. La bague a été perdue par Akatsuki, étant toujours sur l'auriculaire gauche de la main d'Orochimaru, qui a été coupée par Itachi lors de leur affrontement, et que celui-ci conserve dans l'un de ses repaires[32].
- 南, Nan, le Sud, Annulaire gauche de Kisame. Juzo Biwa fut le précédent propriétaire de cette bague.
- 北, Hoku, le Nord, majeur gauche de Kakuzu.
- 三, San, le Trois, index gauche de Hidan.
- 玉, Gyoku, l'Orbe, pouce gauche de Sasori, puis de Tobi après la mort de celui-ci.

La position des bagues sur les doigts des membres indique également la position de ces derniers sur les doigts de la statue du grand démon hérésiarque, lors des réunions.

La bague de Pain.
La bague de Deidara.
La bague de Konan.
La bague d'Itachi.
La bague de Zetsu.
La bague d'Orochimaru.
La bague de Juzo/Kisame.
La bague de Kakuzu.
La bague de Hidan.
La bague de Sasori/Tobi.

## Capacités et armes
Les membres de cette organisation sont tous d’un niveau qui surpasse celui des ninjas ordinaires, étant des experts dans leurs techniques respectives. Ils ont, en outre, vaincus des adversaires puissants, tels que des jinchūriki, des kage, ou d’autres jōnin reconnus pour leur force : 
- Deidara a vaincu Gaara, le cinquième kazekage et jinchūriki de Shukaku ; il a également vaincu Sanbi avec Tobi.
- Sasori a tué le 3e Kazekage, connu comme le plus puissant des kazekage n’ayant jamais existé. Il a vaincu sans difficulté Kankurō, le frère de Gaara et l’un des plus puissants jōnin du village caché de Suna.
- Hidan et Kakuzu ont vaincu Yugito, le jinchūriki de Nibi ainsi que Fū, le jinchūriki de Nanabi. Hidan a vaincu Asuma Sarutobi, un jōnin du village caché de Konoha et ancien membre des 12 ninjas gardiens. Kakuzu a quant à lui dominé son combat contre Kakashi Hatake, qui serait certainement mort sans l’intervention de Naruto et Yamato. Kakuzu a également combattu le 1er Hokage.
- Kisame a vaincu Rôshi, le jinchūriki de Yonbi et dominé son combat contre Killer Bee avant que des renforts n'arrivent.
- Itachi est considéré comme l’un des membres les plus puissants de l’organisation, ayant vaincu Orochimaru sans difficulté, qui a pourtant tué le 4e Kazekage et provoqué le sacrifice du 3e Hokage. Itachi a également vaincu Kakashi sans difficulté.
- Nagato a quant à lui tué Hanzô, le chef du village d'Ame, ainsi que Jiraya (à qui avait été proposé le poste de Hokage). Il a battu Utakata, le jinchūriki de Rokubi. À lui seul, il a mené un assaut sur le village caché de Konoha, faisant un très grand nombre de victimes, dont Kakashi, et détruit la totalité du village, ce qui causera l’épuisement et le coma de Tsunade, la 5e Hokage. Il a ensuite fait jeu égal avec Naruto, en mode ermite, puis qui a sorti les huit queues de Kyûbi.
- Obito s'est opposé à Minato, le 4e Hokage, alors qu’il n’était qu’un adolescent, et a causé de gros dommages à Konoha en contrôlant Kyûbi. Il a vaincu Fū et Torune, les deux ninjas les plus puissants de la Racine, et Konan, une autre membre d’Akatsuki. Lors de la 4e grande guerre ninja, il a tenu tête face à Naruto, Kakashi, Gaï et Killer Bee, tout en protégeant la statue du grand démon hérésiarque, avant l'arrivée de Madara.
- Konan a quant à elle tenu tête à Obito durant leur duel, et l'a forcé à utiliser la technique Izanagi, sans quoi elle l’aurait tué.

### Sasori
Le plus grand artisan et maître marionnettiste de Suna. Il transforme les gens qu'il tue en marionnettes. Il possède notamment la marionnette du 3e Kazekage et peut utiliser les techniques de ses victimes transformées. Il utilise également un poison très puissant, qui peut tuer quelqu'un en trois jours avec une simple égratignure.
Il utilise des marionnettes mi-humaines mi-pantins pour la plupart. Puis par la force des choses, armes blanches, poisons, etc. (toutes les armes détenues par un marionnettiste digne de ce nom). Sasori est lui-même une marionnette et ne possède d'humain que son cœur qu'il peut transférer dans une autre marionnette au besoin. Sa marionnette principale nommée Hiruko (un ancien ninja de Suna) possède une grande queue métallique.
Sasori arbore le kanji 蠍 sur le réceptacle de son cœur, ce qui en japonais signifie « scorpion » (et se prononce sasori), rappelle la forme qu'il prend la plupart du temps quand il voyage avec Hiruko.

### Deidara
Spécialiste des explosifs et originaire d’Iwa, il est responsable de nombreux attentats avant son entrée dans l’organisation. Il rend ses explosifs mobiles grâce à la forme d'animaux d'argile qu'il leur donne. Il dispose de quatre niveaux d'explosifs qu'il nomme communément C1, C2, C3 et C4 (léger, lourd, destruction massive, destruction cellulaire). Ses œuvres prennent diverses formes animales : araignée, insecte, dragon, sanglier, oiseau, poisson… Il possède une bouche sur chaque paume des mains qui lui permettent de mélanger du chakra et de l'argile. De plus, il utilise un jutsu qui lui permet de « s'exploser » en avalant de l'argile avec sa quatrième langue (situé sur son cœur).
Le plus souvent, il crée des oiseaux en argile qu'il utilise pour se déplacer en volant et se battre à distance en envoyant des animaux explosifs plus petits sur l'adversaire.
Il a également entraîné une sorte d'œil électronique pour résister au Sharingan (dans le but de prendre sa revanche sur Itachi qui l'a obligé par un genjutsu à rentrer dans Akatsuki).

### Itachi Uchiwa
Il est le grand frère de Sasuke. Expert en dōjutsu (l'art d'utiliser la pupille), genjutsu (l'art de l'illusion), ainsi qu'en combat à distance (lancer de kunai/shuriken). Il se montre également extrêmement doué en taijutsu et ninjutsu, ce qui fait d’Itachi un guerrier polyvalent qui excelle dans tous les arts ninjas. Il maîtrise le Mangekyō Sharingan qui lui donne accès à 3 techniques uniques : la lumière céleste (天照, Amaterasu), des flammes noires inextinguibles ; les arcanes lunaires (月読, Tsukuyomi), une technique d’illusion qui plonge sa victime dans une dimension hors du temps ; et Susanô (須佐能乎), un avatar humanoïde et gigantesque fait de chakra qui entoure l’utilisateur. Il maîtrise aussi l’une des deux techniques oculaires interdites, l’Izanami, capable de plonger son ennemi dans une boucle temporelle jusqu’à ce que ce dernier perde la volonté de se battre. Il est également en possession de l’œil gauche de Shisui Uchiwa, qu’il a implanté dans l’un de ses corbeaux et qui est capable d’invoquer Kotoamatsukami, une technique capable de manipuler l’esprit d’un individu selon ses désirs. Itachi possède d’autres armes mythiques, fusionnés avec son Susanô, telles que l’épée de Totsuka, capable de sceller n’importe quel adversaire dans une autre dimension, et le Miroir de Yata, capable de stopper n’importe quelle attaque, qui en font un adversaire invincible d’après Zetsu.

### Kisame Hoshigaki
Spécialiste de l’infiltration et de la capture, il excelle dans les techniques Suiton (l’art de maitriser l'eau) et d’épée, étant l’un des 7 épéistes de la brume du village caché de Kiri. Il possède également une énorme réserve de chakra, la plus élevée parmi Akatsuki ainsi qu'une force surhumaine.
Son épée, Samehada (Peau de requin) a la capacité d'absorber le chakra et de déchiqueter l'adversaire. Elle a également une volonté propre et est capable de se libérer en hérissant son manche de dents si elle est saisie.
Kisame peut également fusionner avec Samehada et prendre la forme d'un être hybride aquatique ayant une puissance égale à celle d'un bijū.

### Zetsu
Spécialiste de l’espionnage et de la collecte d’informations, il peut notamment se fondre dans l’environnement. Il est, en fait, composé de deux entités dans un même corps qui peut se scinder pour donner deux parties autonomes.
Ses techniques basées sur des spores, peuvent absorber ou transmettre du chakra et créer des clones de lui-même.

### Kakuzu
Trésorier d’Akatsuki. Son corps est constitué de fils dont il se sert à sa guise afin d’adopter différentes formes. Il vole les cœurs des ninjas qu'il affronte afin de rallonger son espérance de vie. C’est le membre le plus vieux de l’organisation (excepté Zetsu), ayant vécu à la même époque que le 1er Hokage. Il maîtrise naturellement l’élément Terre (Doton) qu'il utilise pour se durcir et se protéger, et il contrôle les autres éléments : Feu (katon), Eau (suiton), Foudre (raiton), Vent (fūton) grâce aux cœurs qu’il stocke dans ses masques. Les cœurs lui assurent aussi une autre vie en cas de décès (du moins si le cœur a été touché).
Ses cœurs peuvent sortir et devenir autonomes, maîtrisant chacun l’un des 4 éléments cités précédemment et même se combiner pour utiliser des techniques combinatoires.

### Hidan
Spécialiste de l'assassinat. Il est immortel, en raison de sa pratique de la religion Jashin. Il met en place un rituel assez spécial. En buvant le sang de son adversaire et en se plaçant dans un symbole tracé au sol par son propre sang, il crée un lien entre lui et sa victime, lui permettant d’infliger une malédiction à son ennemi sans avoir à le toucher directement. Une fois la malédiction activée, Hidan inflige des blessures à son adversaire en s’auto-mutilant, pouvant torturer sa victime sans risque de périr grâce à son immortalité.
Il possède une faux à trois lames afin d'infliger des blessures plus ou moins graves à l'adversaire, permettant ainsi de collecter son sang, et une lance téléscopique dont il se sert pour torturer sa victime, infligeant ses propres blessures à l'adversaire une fois son rituel mis en place.

### Konan
Spécialiste dans la recherche et le pistage. Konan peut transformer son corps en milliers de petites feuilles de papier qui peuvent se diviser et se reconstituer, lui permettant de voyager sans contrainte. Ses techniques de combat se basent sur l'origami (pliage de papier d'origine japonaise). Grâce à ses techniques, elle peut obtenir la faculté de vol (en faisant apparaître des ailes d'ange dans son dos) et créer des armes tels que des shurikens en papier.
Ses techniques d'origami peuvent donner un nombre infini de possibilités étant donné qu'elles se basent sur l'imagination de son utilisateur.

### Nagato
Commandant d’Akatsuki, Nagato se sert de six corps lui servant d'avatars sur le champ de bataille, qu’il nomme Pain. Ce dernier les manipule grâce au pouvoir du Rinnegan, le plus puissant des 3 grands dōjutsu (les autres étant le Byakugan et le Sharingan), et les alimente en chakra par l'intermédiaire de récepteurs plantés sur l'ensemble des corps. Il semble être en mesure de rassembler les informations sensorielles captées et transmises individuellement par ses avatars, lui permettant de les faire agir en conséquence avec la plus parfaite coordination possible (la qualité de contrôle étant inversement proportionnelle à la distance qui le sépare de ses corps).
Chaque avatar est spécialisé dans un art de combat particulier :
- Tendô : pouvoirs télékinétiques d'attraction et de répulsion ; contrôle la gravité. Il peut également invoquer la statue du grand démon hérésiarque qui permet de sceller les démons à queues et de ressusciter Jūbi, le démon à dix queues ;
- Ningendô : pouvoirs en rapport avec le contrôle de l'âme et l'esprit (lecture dans les pensées, assassinat d'une personne en lui arrachant l'âme) ;
- Shuradô : corps robotisé, doté de multiples armes et gadgets de combats ;
- Chikushodô : spécialisée dans les invocations de créatures massives ;
- Gakidô : pouvoirs d'absorption du chakra ;
- Jigokudô : il peut invoquer le « démon métampsychique », qui lui sert de détecteur de mensonge, et lui permet notamment de ressusciter les morts[34], dont les autres corps de Pain.

### Tobi
Tobi est le pseudonyme utilisé au sein d’Akatsuki par Obito Uchiwa, véritable chef de l’organisation. Il maîtrise le Mangekyō Sharingan, lui donnant accès à une technique spatio-temporelle, Kamui, lui permettant de rendre intangible une partie ou la totalité de son corps, qui est en fait envoyé dans une autre dimension. Cette technique lui permet aussi de se téléporter entre cette dimension et le monde réel. Son corps étant composé de cellules de Hashirama Senju, Obito maîtrise le Mokuton et lui permet de se régénérer, dans une moindre mesure. De plus, ces cellules lui permettent d’utiliser le Mangekyō Sharingan sans courir le risque de la cecité à long terme d’utilisation.
Après la mort de Nagato, il s’est transplanté son œil gauche, lui permettant d’invoquer la statue du grand démon hérésiarque à l’aide du Rinnegan.

## Fonctionnement et résultats de l'organisation

### Objectifs
Pain annonce à Hidan, lors du scellement de Nibi, qu'Akatsuki a trois objectifs successifs :
1. Rassembler de l'argent ;
2. Devenir la première organisation de mercenaires du monde ninja ;
3. Instaurer la paix dans le monde en le dominant.

Afin d'accomplir ces objectifs, les membres d’Akatsuki recherchent les démons à queues (尾獣, bijū), et les êtres les portant scellés en eux : les jinchūriki (人柱力, pouvoir du sacrifice humain), comme Naruto ou Gaara. Il existe neuf démons, qui possèdent un nombre de queues compris entre 1 et 9. Chaque membre d'Akatsuki doit normalement en capturer un (il s'agit presque d'un jeu et d'un challenge ; Sasori le fait remarquer quand il s'énerve de ne pas pouvoir combattre un Jinchūriki, alors que Deidara va en avoir deux pour lui tout seul).
Une fois que le Jinchūriki est capturé (ou le démon lui-même, dans le cas de Sanbi, qui n'a pas été scellé à nouveau après la mort de son dernier hôte), Pain utilise une technique spéciale : « Art des Sceaux : Les neuf dragons illusoires » permettant d'extraire le démon de son hote, et de le transférer dans une immense statue portant neuf yeux, nommée « statue du démon hérésiarque ». Une fois le rituel terminé, l'éventuel jinchūriki (hôte) meurt obligatoirement (même si Gaara est là pour prouver que ce n'est pas irréversible). La technique nécessite plusieurs jours et la participation de tous les membres pour être le plus efficace possible, soit environ trois jours avec huit membres, cependant on remarque que lorsque Akatsuki compte moins de membres utilisant cette technique, l'extraction du démon de son hôte met plus de temps.
Pain prétend pouvoir créer une arme ultime avec tous ces démons, cette arme destructrice serait vendue aux pays les plus offrants afin que lors de son utilisation, les pertes humaines fassent prendre conscience aux survivants de ce qu'est la douleur, et permettrait d'entretenir les conflits, par l'escalade des vengeances et des violences.
En offrant des services efficaces à moindre prix aux pays et villages, Akatsuki veut dominer le marché de la guerre et rendre caduques les différents villages cachés, qui selon Pain ne sont déjà plus rentables à leurs pays du fait de l'état de paix et de la forte somme nécessaire à leur entretien. Ceux-ci disparaîtraient donc, laissant à Akatsuki le monopole de la guerre. À partir de là, l'organisation pourrait instaurer la paix en cessant toute mission, et surveillant le monde shinobi. Mais de l'aveu de Pain lui-même, cette paix ne sera pas durable, car la violence et la haine sont innées en l'être humain, et cette brève période ne constituera qu'un répit pour ceux qui auront la chance d'y vivre.
Le véritable chef de l'organisation n'est autre qu'Obito Uchiwa, manipulant Pain en utilisant sa haine du monde ninja. Caché derrière un masque orange (avec un seul trou, laissant à certaines occasions voir son sharingan), il a pris comme couverture l'identité de Tobi, nouveau membre inexpérimenté ayant rejoint Akatsuki pour remplacer Sasori. L'objectif « officiel » de créer une arme de destruction massive était un leurre pour manipuler Pain, le véritable but de la collecte des bijū étant de mettre en place le « plan œil de la Lune » : faire revivre un monstre ancestral nommé Jûbi dont la puissance a été séparée dans les neuf bijū par l'ermite Rikudo au début de l'ère shinobi, de manière que Tobi en devienne le jinchūriki (hote) afin d'obtenir le pouvoir de créer une illusion (genjutsu) suffisamment puissante (appelée Arcanes Lunaires Infinis (Tsukuyomi infini ) pour contrôler tous les habitants du monde shinobi et les faire vivre dans une illusion de paix. Pour ce faire, il compte utiliser la lune comme un gigantesque miroir grossissant sur lequel il projetterait le reflet de sa pupille en puisant dans l'incommensurable Chakra du Jûbi.

### Fonds amassés
Akatsuki s'est par le passé vendue comme étant une organisation mercenaire prête à offrir ses services contre des prix modiques à divers villages cachés ou pays pour des tâches difficiles. Par ailleurs, le trésorier, Kakuzu, a pris très à cœur les fonds de l'organisation en traquant des ninjas dont les corps sont vendus au marché noir contre de grosses sommes, qui se chiffrent en dizaine de millions de ryos.

### Démons capturés
Akatsuki a réussi à capturer sept des neuf démons à queues :
- Ichibi, démon à une queue, possédé par Gaara (capturé par Deidara).
- Nibi, démon à deux queues, possédé par Yugito (capturé par Hidan et Kakuzu).
- Sanbi, démon à trois queues (sans jinchūriki) (capturé par Deidara et Tobi).
- Yonbi, démon à quatre queues, possédé par Rôshi (capturé par Kisame).
- Gobi, démon à cinq queues, possédé par Han (les circonstances de sa capture sont inconnues).
- Rokubi, démon à six queues, possédé par Utakata (capturé par Pain, d'après un arc hors-série de l’anime).
- Nanabi, démon à sept queues, possédé par Fû (capturé par Hidan et Kakuzu, d`après un arc hors série de l`anime).

Au cours de la seconde partie du manga, l'équipe Taka, menée par Sasuke, a pour mission en tant qu'associée d’Akatsuki, de capturer Hachibi, le démon à huit queues possédé par Killer Bee.
Après un rude combat et l'utilisation de la technique « Amaterasu », ils pensent l'avoir vaincu et ramènent son corps inconscient à Akatsuki, mais Killer Bee avait utilisé une substitution, et lors de la cérémonie d'extraction, le corps reprend sa forme originelle de tentacule ; la capture de ce démon est donc un échec.
Kisame poursuit la capture de Killer Bee, en effectuant une mission d'infiltration à Kumo. Cependant, repéré à cause des capacités de perception procurées par le chakra de Kyûbi à Naruto, sa mission est compromise, et il est finalement contraint de mettre fin à ses jours pour emporter les secrets d’Akatsuki dans la tombe, tout en réussissant à envoyer son propre compte-rendu d'espionnage, à titre posthume.
Parallèlement, l'organisation a tenté plusieurs fois de capturer Kyûbi, scellé en Naruto. La première fois après l'attaque de la coalition des villages d’Oto et Suna contre Konoha : le duo Itachi-Kisame, profitant de la confusion de l'après-guerre, s’infiltre dans le village en vue de localiser et appréhender Naruto, mais sont mis en échec par plusieurs jōnin dans Konoha, puis par Jiraya lors de son voyage avec Naruto pour retrouver Tsunade, et doivent s’enfuir. Lors de la traque des ravisseurs de Gaara, Naruto doit affronter Itachi, puis Deidara, qui tentent successivement de le neutraliser, sans succès. Lors de l'expédition punitive menée par Shikamaru contre les assassins d’Asuma Sarutobi, Kakuzu est amené à se battre en duel contre Naruto, et effleure ainsi une occasion de capturer le démon à neuf queues. Décidé à en finir, Tobi envoie Pain lancer une attaque frontale sur le village de Konoha, dans le but d'en fouiller les moindres recoins pour le capturer. Naruto le convainc cependant de renoncer à ses projets de « paix par la violence », le conduisant à se sacrifier pour ressusciter ses victimes du jour. Tobi, malgré ses capacités spatio-temporelles, ne tente rien directement, et laisse passer plusieurs occasions d'attraper Naruto.
Hachibi et Kyûbi ne seront de fait jamais capturés, Obito Uchiwa utilisant le chakra contenu dans le tentacule qu'a ramené l'équipe Taka, et les jarres où ont été scellés les frères Ginkaku et Kinkaku (qui possèdent du chakra de Kyûbi) pour les sceller dans la statue du grand démon hérésiarque.

### Tomes en français
- Masashi Kishimoto (trad. Sébastien Bigini), Naruto tome 14 : Hokage contre Hokage !!, Kana, coll. « Shonen Kana / Naruto », 20 novembre 2004, 192 p., Tankōbon / 115x175mm (ISBN 2-87129-657-X et 978-2-87129-657-7, présentation en ligne)
- Masashi Kishimoto (trad. Sébastien Bigini), Naruto tome 16 : La bataille de Konoha, dernier acte !!, Kana, coll. « Shonen Kana / Naruto », 4 mars 2005, 192 p., Tankōbon / 115x175mm (ISBN 2-87129-723-1 et 978-2-87129-723-9, présentation en ligne)
- Masashi Kishimoto (trad. Sébastien Bigini), Naruto tome 27 : Le jour du départ !!, Kana, coll. « Shonen Kana / Naruto », 19 janvier 2007, 192 p., Tankōbon / 115x175mm (ISBN 978-2-5050-0031-0, présentation en ligne)
- Masashi Kishimoto (trad. Sébastien Bigini), Naruto tome 28 : Le retour au pays !!, Kana, coll. « Shonen Kana / Naruto », 2 mars 2007, 192 p., Tankōbon / 115x175mm (ISBN 978-2-5050-0092-1, présentation en ligne)
- Masashi Kishimoto (trad. Sébastien Bigini), Naruto tome 36 : L’unité 10, Kana, coll. « Shonen Kana / Naruto », 6 juin 2008, 192 p., Tankōbon / 115x175mm (ISBN 978-2-5050-0323-6, présentation en ligne)
- Masashi Kishimoto (trad. Sébastien Bigini), Naruto tome 37 : Le combat de Shikamaru !!, Kana, coll. « Shonen Kana / Naruto », 4 juillet 2008, 192 p., Tankōbon / 115x175mm (ISBN 978-2-5050-0378-6, présentation en ligne)
- Masashi Kishimoto (trad. Sébastien Bigini), Naruto tome 38 : Le fruit de l’entraînement… !!, Kana, coll. « Shonen Kana / Naruto », 19 septembre 2008, 192 p., Tankōbon / 115x175mm (ISBN 978-2-5050-0432-5, présentation en ligne)
- Masashi Kishimoto (trad. Sébastien Bigini), Naruto tome 39 : Ceux qui font bouger les choses, Kana, coll. « Shonen Kana / Naruto », 28 novembre 2008, 192 p., Tankōbon / 115x175mm (ISBN 978-2-5050-0417-2, présentation en ligne)
- Masashi Kishimoto (trad. Sébastien Bigini), Naruto tome 40 : L’art ultime !!, Kana, coll. « Shonen Kana / Naruto », 5 février 2009, 192 p., Tankōbon / 115x175mm (ISBN 978-2-5050-0528-5, présentation en ligne)
- Masashi Kishimoto (trad. Sébastien Bigini), Naruto tome 42 : Le secret du Kaléidoscope Hypnotique… !!, Kana, coll. « Shonen Kana / Naruto », 3 juillet 2009, 240 p., Tankōbon / 115x175mm (ISBN 978-2-5050-0599-5, présentation en ligne)
- Masashi Kishimoto (trad. Sébastien Bigini), Naruto tome 43 : Celui qui sait, Kana, coll. « Shonen Kana / Naruto », 21 août 2009, 240 p., Tankōbon / 115x175mm (ISBN 978-2-5050-0670-1, présentation en ligne)
- Masashi Kishimoto (trad. Sébastien Bigini), Naruto tome 44 : Traditions d’ermites… !!, Kana, coll. « Shonen Kana / Naruto », 23 octobre 2009, 192 p., Tankōbon / 115x175mm (ISBN 978-2-5050-0711-1, présentation en ligne)
- Masashi Kishimoto (trad. Sébastien Bigini), Naruto tome 45 : Konoha, théâtre de guerre !!, Kana, coll. « Shonen Kana / Naruto », 4 décembre 2009, 192 p., Tankōbon / 115x175mm (ISBN 978-2-5050-0754-8, présentation en ligne)
- Masashi Kishimoto (trad. Sébastien Bigini), Naruto tome 47 : La libération du sceau !!, Kana, coll. « Shonen Kana / Naruto », 5 mars 2010, 192 p., Tankōbon / 115x175mm (ISBN 978-2-5050-0869-9, présentation en ligne)
- Masashi Kishimoto (trad. Sébastien Bigini), Naruto tome 48 : Hourras au village !!, Kana, coll. « Shonen Kana / Naruto », 7 mai 2010, 208 p., Tankōbon / 115x175mm (ISBN 978-2-5050-0870-5, présentation en ligne)
- Masashi Kishimoto (trad. Sébastien Bigini), Naruto tome 49 : Le Conseil des Cinq Kage… !!, Kana, coll. « Shonen Kana / Naruto », 2 juillet 2010, 192 p., Tankōbon / 115x175mm (ISBN 978-2-5050-0871-2, présentation en ligne)
- Masashi Kishimoto (trad. Sébastien Bigini), Naruto tome 50 : Duel à mort dans la prison aqueuse !!, Kana, coll. « Shonen Kana / Naruto », 3 septembre 2010, 192 p., Tankōbon / 115x175mm (ISBN 978-2-5050-0956-6, présentation en ligne)
- Masashi Kishimoto (trad. Sébastien Bigini), Naruto tome 52 : Réalités multiples, Kana, coll. « Shonen Kana / Naruto », 4 mars 2011, 208 p., Tankōbon / 115x175mm (ISBN 978-2-5050-1061-6, présentation en ligne)
- Masashi Kishimoto (trad. Sébastien Bigini), Naruto tome 54 : Un pont pour la paix, Kana, coll. « Shonen Kana / Naruto », 4 novembre 2011, 192 p., Tankōbon / 115x175mm (ISBN 978-2-5050-1289-4, présentation en ligne)
- Masashi Kishimoto (trad. Frédéric Malet), Naruto tome 55 : Le Début de la Grande Guerre !, Kana, coll. « Shonen Kana / Naruto », 6 juillet 2012, 208 p., Tankōbon / 115x175mm (ISBN 978-2-5050-1428-7, présentation en ligne)